# Артыков, Хасан
Хасан Артыков — советский политический деятель, депутат Верховного Совета СССР 1-го созыва (1938—1946).

## Биография
Родился в 1905 году. Член ВКП(б) с 1932 года.
В 1937 году — председатель Красноводского райисполкома Туркменской ССР.
В 1946 году — председатель Казанджикского райисполкома Туркменской ССР.

### Политическая деятельность
Был избран депутатом Верховного Совета СССР 1-го созыва от Туркменской ССР в Совет Национальностей в результате выборов 12 декабря 1937 года.